# Hrvatski pisci iz BiH, G
- Galić, Jure (Bijača, Ljubuški, 20. rujna 1921.)
- Galić, Mara (Komarica, Derventa, 1956.)
- Gardaš, Anto (Agići, Derventa, 1956.)
- Gavran, Ignacije (Vareš, 24. veljače 1914.)
- Gavran, Tvrtko (Vareš, 1938.)
- Gavranić, Gavro (Bukovica, Derventa, 5. listopada 1893. - Bugojno, 9. veljače 1945.)
- Glavaš, Mario  (Tuzla, 25. svibnja 1976.)
- Glavaš, Radoslav ml. (Drinovci, 29. listopada 1909. - Zagreb, 27. srpnja 1945.)
- Glavaš, Radoslav st. (Drinovci, 28. studenoga 1867. - Humac, 20 srpnja 1913.)
- Glibo, Rajko (Donja Vast, Prozor-Rama, 24. listopada 1940.)
- Golemac, Stojan (Mostar, 25. ožujka 1959.)
- Gotovac, Slavko (Kablići, Livno, 7. listopada 1930. – 21. siječnja 1999.)
- Gotovac, Vedrana (Livno, 12. ožujka 1959.)
- Grgurev, Ivo (Vodice, Šibenik, 4. studenoga 1909. - Vodice, 25. siječnja 1992.)
- Grmović, Viktor - Strauch, Hubert (Mostar, 1890. – 1957.)
- Grubišić, Vinko (Posuški Gradac, Posušje, 5. travnja 1943.)
- Gavrić, Anto